# Budhala, Sidlaghatta
Budhala là một làng thuộc tehsil Sidlaghatta, huyện Kolar, bang Karnataka, Ấn Độ.